# David Steel
David Martin Scott Steel, né le 31 mars 1938 à Kirkcaldy dans la région du Fife en Écosse, est un homme politique britannique.

## Chef de parti
David Steel appartient d'abord au Parti libéral dont il anime le groupe parlementaire (au titre de Chief Whip), puis dont il prend la direction à partir de 1976 à la suite de la démission de Jeremy Thorpe, pris dans l'affaire Norman Scott. Il dirige le Parti libéral jusqu'en 1988, date à laquelle celui-ci fusionne avec le Parti Social-démocrate pour former le Parti libéral-démocrate. 

## Carrière parlementaire
Steel est élu député à la Chambre des communes de 1965 à 1997, puis membre du Parlement écossais de 1999 à 2003, période pendant laquelle il préside ce Parlement. Élevé au titre de baron d'Aikwood, il est membre de la Chambre des lords de 1997 à 2020.

## Prises de position
Il dénonce la grève des mineurs britanniques de 1984-1985, estimant que les syndicalistes ne cherchent qu'à « étendre l'empire marxiste ».